# Dan Schulman
Pour les articles homonymes, voir Schulman.
Daniel H. Schulman (né le 19 janvier 1958) est un directeur d'entreprise américain. Il est chef de la direction de PayPal et président de Symantec. Il a précédemment été président de groupe au sein d'American Express, président de groupe au sein de Sprint, et fondateur et PDG de Virgin Mobile. 